# Judo-Europameisterschaften der Männer 1982

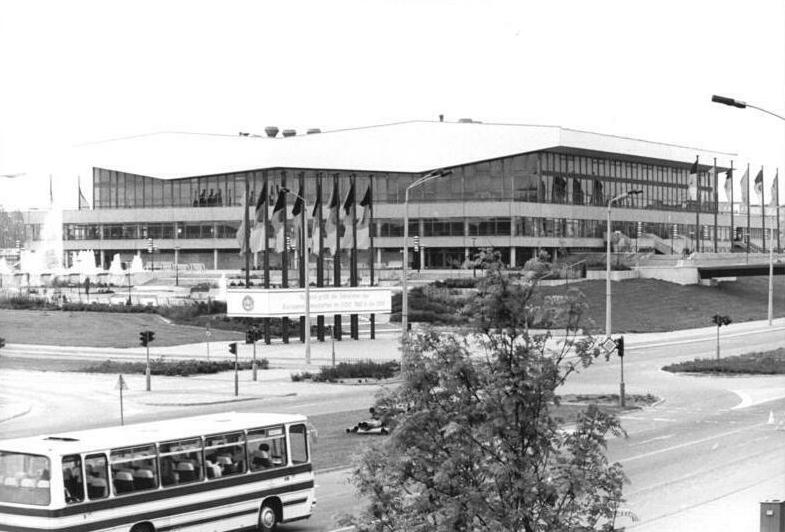
Sport- und Kongresshalle
(Austragungsort der Judo-Europameisterschaften 1982)

Die Judo-Europameisterschaften der Männer wurden 1982 zum 31. Mal ausgetragen und fanden vom 13. bis 16. Mai in der Rostocker Sport- und Kongresshalle in der Deutschen Demokratischen Republik statt. Athleten aus 24 Ländern nahmen an den Meisterschaften teil, bei denen es durchweg neue Titelträger gab.

## Zeitplan
Die Vorrunde begann täglich um 14 Uhr, die Finals jeweils um 17.30 Uhr und Sonntag um 17 Uhr.
| Zeitplan                | Zeitplan                                                 |
| Tag                     | Wettbewerbe                                              |
| ----------------------- | -------------------------------------------------------- |
| Donnerstag 13. Mai 1982 | Halbschwergewicht (bis 95 kg) Schwergewicht (über 95 kg) |
| Freitag 14. Mai 1982    | Halbmittelgewicht (bis 78 kg) Mittelgewicht (bis 86 kg)  |
| Samstag 15. Mai 1982    | Halbleichtgewicht (bis 65 kg) Leichtgewicht (bis 71 kg)  |
| Sonntag 16. Mai 1982    | Superleichtgewicht (bis 60 kg) Offene Klasse             |

## Wettbewerbe
| Gewichtsklasse                 | Gold                 | Silber             | Bronze                                    |
| ------------------------------ | -------------------- | ------------------ | ----------------------------------------- |
| Superleichtgewicht (bis 60 kg) | Chasret Tlezeri      | Atanas Gerchev     | Klaus-Peter Stollberg Andrzej Dziemianiuk |
| Halbleichtgewicht (bis 65 kg)  | Torsten Reißmann     | Thierry Rey        | Josef Reiter Janusz Pawłowski             |
| Leichtgewicht (bis 71 kg)      | Ezio Gamba           | Karl-Heinz Lehmann | Stanislav Tůma Magomed Parchiev           |
| Halbmittelgewicht (bis 78 kg)  | Mircea Frățică       | Shota Khabareli    | Neil Adams Andrzej Sadej                  |
| Mittelgewicht (bis 86 kg)      | Aleksandrs Jackēvičs | Mario Vecchi       | Detlef Ultsch Bernard Tchoullouyan        |
| Halbschwergewicht (bis 95 kg)  | Robert Köstenberger  | Günther Neureuther | Lajos Molnár Roger Vachon                 |
| Schwergewicht (über 95 kg)     | Henry Stöhr          | Angelo Parisi      | Grigori Weritschew András Ozsvár          |
| Offene Klasse                  | Alexei Tjurin        | András Ozsvár      | Fred Olhorn Arthur Schnabel               |

## Medaillenspiegel
| Rang | Land                            | Gold | Silber | Bronze | Gesamt |
| ---- | ------------------------------- | ---- | ------ | ------ | ------ |
| 1    | Sowjetunion                     | 3    | 1      | 2      | 6      |
| 2    | Deutsche Demokratische Republik | 2    | 1      | 3      | 6      |
| 3    | Italien                         | 1    | 1      | –      | 2      |
| 4    | Österreich                      | 1    | –      | 1      | 2      |
| 5    | Rumänien                        | 1    | –      | –      | 1      |
| 6    | Frankreich                      | –    | 2      | 2      | 4      |
| 7    | Ungarn                          | –    | 1      | 2      | 3      |
| 8    | BR Deutschland                  | –    | 1      | 1      | 2      |
| 9    | Bulgarien                       | –    | 1      | –      | 1      |
| 10   | Polen                           | –    | –      | 3      | 3      |
| 11   | Tschechoslowakei                | –    | –      | 1      | 1      |
| 11   | Vereinigtes Königreich          | –    | –      | 1      | 1      |
|      | Total                           | 8    | 8      | 16     | 32     |